# Belobranchus
Belobranchus – rodzaj ryb z rodziny eleotrowatych (Eleotridae). 

## Występowanie
Wody słodkie i półsłodkie Indonezji, Filipin i Nowej Gwinei.

## Klasyfikacja
Gatunki zaliczane do tego rodzaju:
- Belobranchus belobranchus
- Belobranchus segura